# Francisco Feitinha
Francisco Manuel Serrano Feitinha (Figueira e Barros, Avis, 29 de Junho de 1933 - Ponte de Sor, 8 de Junho de 2014), foi um médico obstetra e Governador Civil português.

## Biografia
Teve uma carreira destacada como médico na região do Alentejo, tendo-se dedicado principalmente à saúde infantil e ao planeamento familitar. Em 1970, foi responsável pela fundação do Serviço de Obstetrícia no hospital da Santa Casa da Misericórdia de Portalegre, o qual passou a dirigir cerca de dois anos depois. Manteve a mesma posição quando foi colocado no novo hospital de Portalegre, em 1974, tendo ocupado este cargo até à sua passagem à reforma, em 2003. O seu nome foi colocado na maternidade desta unidade de saúde em 2009.
Ocupou também a posição de Governador Civil do Distrito de Portalegre entre 1978 e 1980, a convite do Primeiro-Ministro, Mário Soares.
Faleceu em 8 de Junho de 2014, aos 80 anos, devido a uma doença prolongada, no lar da Misericórdia de Ponte de Sor. Na sequência da morte, o antigo presidente do Conselho de Administração do Hospital de Portalegre, Luís Ribeiro, recordou-o como «uma pessoa extraordinária, como homem e médico, um cidadão exemplar», e salientou os seus esforços pelo desenvolvimento do planeamento familiar na região do Alto Alentejo, Também o último Governador Civil de Portalegre, Jaime Estorninho, manifestou o seu pesar, tendo referido que Francisco Feitinha «deixa marca e memória» e elogiou o seu mandato como Governador Civil, afirmando que «esteve na política para servir e não para se servir».